# Kapselhotel

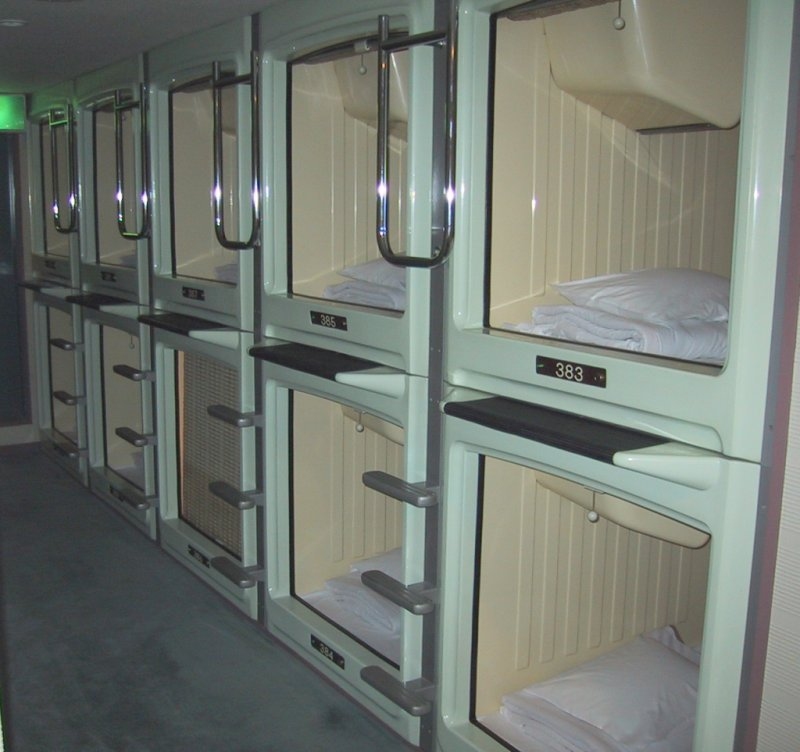
Kapselhotel in Osaka (Japan)

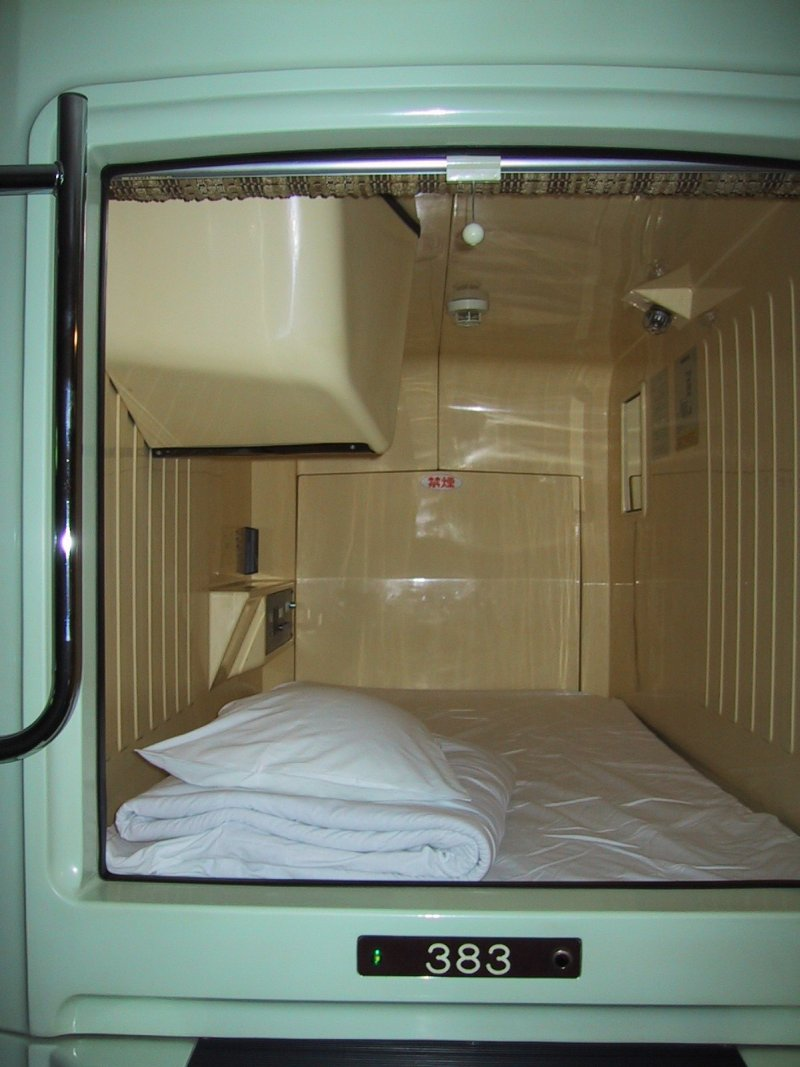
Kapsel Nummer 383 eines Kapselhotels in Osaka: Der Kasten oben links birgt ein Fernsehgerät. Fernseher, Klimaanlage und Licht werden vom Pult hinten links aus kontrolliert. Am oberen Rand erkennt man ein Stück der herunterziehbaren Sichtblende. Am linken Bildrand ist das Eisengestell der Leiter zu sehen, mit der man in die Kapsel klettert.

Ein Kapselhotel (japanisch カプセルホテル kapuseru hoteru gelegentlich Wabenhotel oder Schließfachhotel, abwertend Sarghotel) ist eine insbesondere in Japan verbreitete Hotelform, die aus dem Bedürfnis nach einer preiswerten Unterkunft in Städten mit großem Platzmangel entstand. Die meisten japanischen Kapselhotels befinden sich in Rotlichtvierteln in der Nähe von großen Bahnhöfen. Viele Kapselhotels stehen lediglich Männern offen. Auch in Shanghai gibt es ein Hotel dieser Art.
Vor allem Geschäftsreisende nutzen Kapselhotels, da die Nächtigungskosten bedeutend niedriger sind als bei üblichen Hotels. In manchen Hotels gibt es ein Restaurant, zumindest aber sind die in Japan üblichen Automaten für Getränke und Snacks vorhanden. Teilweise hat man Zugang zu japanischen Bädern, sogenannten Onsen, wobei Personen mit Tätowierungen mitunter von der Nutzung ausgeschlossen sind.
In Kapselhotels bestehen die „Zimmer“ in der Regel aus kleinen Plastikkabinen mit etwa 2 m² Bodenfläche und 1,20 m Höhe. In den Kapseln befinden sich eine Matratze sowie ein Fernseher und ein Radio. Teilweise sind sie auch klimatisiert. Die Kapseln haben keine richtige Tür, lediglich ein Vorhang trennt sie von den Gemeinschaftsräumen. Für Toiletten, Waschbecken und Ähnliches gibt es Gemeinschaftseinrichtungen.
Das erste Kapselhotel eröffnete 1979 im japanischen Osaka.
Es gibt in der Zwischenzeit sehr moderne Kapselhotels, die etwas gehobener wirken, aber noch schmaler und niedriger sind, ohne mediale Ausstattung, dafür mit Tür und Klimaanlage.